# Deng Mengnü
Kaiserin Deng Mengnü chinesisch 鄧猛女, Pinyin Dèng Měngnǚ, auch kurz als Liang Mengnü, später als Bo Mengnü bekannt (* im Kaiserreich China; † 165), war eine Kaiserin der Han-Dynastie. Sie war die zweite Gemahlin des Kaisers Huan.

## Familiärer Hintergrund
Deng Mengnüs Vater Deng Xiang war ein niederer Beamter in der kaiserlichen Verwaltung. Unter welchen Kaisern er diente, ist nicht überliefert. Er war ein Vetter der Kaiserin Deng Sui und daher ein Enkel des Ministers Deng Yu. Deng Mengnüs Mutter trug den Namen Xuan. Deng Xiang starb früh, und danach heiratete Frau Xuan Liang Ji (nicht mit dem später genannten identisch), dem Onkel von Sun Shou, der Gemahlin des mächtigen Beamten Liang Ji, der unter der Regierung des Kaisers Huan und seiner Vorgänger Chong und Zhi die politische Szene bestimmt hatte, als Bruder der Kaiserinmutter Liang.

## Heirat mit Kaiser Huan
Nachdem Frau Xuan geheiratet hatte, lebte Deng Mengnü eine Zeitlang bei ihrer Mutter und ihrem Stiefvater. Wegen ihrer Schönheit boten ihr Liang Ji und Sun Shou an, eine Konkubine des Kaisers Huan zu werden. Liang Ji adoptierte sie und änderte ihren Familiennamen zu Liang. Nach dem Tode von Liang Jis Schwester Kaiserin Liang Nüying im Jahre 159 hoffte Liang Ji, sie zur Kontrolle des Kaisers Huan benutzen zu können. Deshalb setzte er sich für ihre Wahl zur Kaiserin ein. Um sie vollständig zu kontrollieren, plante Liang Ji die Ermordung ihrer Mutter Xuan, und schickte sogar Mörder zu ihr. Aber das Attentat wurde von dem mächtigen Eunuchen Yuan She vereitelt, der ein Nachbar von Frau Xuan war. Mit diesem Versagen begann Liang Jis Sturz, da der Kaiser Huan sich mit fünf mächtigen Eunuchen gegen ihn verschwor und ihn noch im selben Jahr stürzte. Die Sippen der Liang und Sun wurden ausgelöscht.
Nach dem Fall der Liang-Sippe erhob Kaiser Huan seine damalige Konkubine Liang zur Kaiserin, aber weil er ihren Familiennamen geringschätzte, änderte er ihn zu Bo. Erst später fand er heraus, dass ihr eigentlicher Vater Deng Xiang war, und ließ ihren ursprünglichen Familiennamen Deng wiederherstellen. Einige ihrer Onkel und Vettern wurden zu hohen Posten befördert, die ihnen jedoch keine wirkliche Macht gewährten.

## Sturz und Tod
Eine Zeitlang bevorzugte Kaiser Huan seine schöne Kaiserin Deng. Aber seine Aufmerksamkeit schwand, da er eine große Anzahl geliebter Konkubinen hatte, besonders die Konkubinen Guo und Tian. Kaiserin Deng wurde sehr überheblich und eifersüchtig. Mit der Konkubine Guo war sie in eine Reihe von falschen Anschuldigungen verwickelt. Im Jahre 165 entschied sich Kaiser Huan, der Sache ein Ende zu machen. Er setzte seine Kaiserin ab und ließ sie einkerkern. Sie starb in Ärger und Niedergeschlagenheit. Ihre Verwandten, die befördert worden waren, wurden von ihren Posten entfernt, und ihre Onkel Deng Wanshi und Deng Hui wurden hingerichtet.
| Vorgänger    | Amt                        | Nachfolger |
| ------------ | -------------------------- | ---------- |
| Liang Nüying | Kaiserin von China 159–165 | Dou Miao   |

| Personendaten    | Personendaten                         |
| ---------------- | ------------------------------------- |
| NAME             | Deng, Mengnü                          |
| ALTERNATIVNAMEN  | Liang Mengnü; Bo Mengnü               |
| KURZBESCHREIBUNG | chinesische Kaiserin der Han-Dynastie |
| GEBURTSDATUM     | 1. Jahrhundert oder 2. Jahrhundert    |
| GEBURTSORT       | Kaiserreich China                     |
| STERBEDATUM      | 165                                   |